# Пыж (река)
Пыж — малая река в Пермском крае, левый и крупнейший приток Мулянки. Протекает по территории Пермского района Пермского края и Индустриального района города Перми (на западе левобережной части города). Впадает в Мулянку на расстоянии 11 км от её устья. По реке Пыж проходит один из участков границы города Перми. Длина реки 22 км. Притоки: Малая, Долгая.
В 1999‒2001 годах Государственным комитетом санитарно-эпидемиологического надзора РФ было проведено исследование качества воды реки Пыж.
Река Пыж подвергается загрязнению отходами ООО «Лукойл-Пермнефть», которые затем попадают в реку Мулянку, в результате чего содержание нефтепродуктов в районе устья Пыжа превышает ПДК в 49,4 раза, что оказывает сильное отрицательное влияние на состояние бентофауны Мулянки.